# Macquarie-eiland

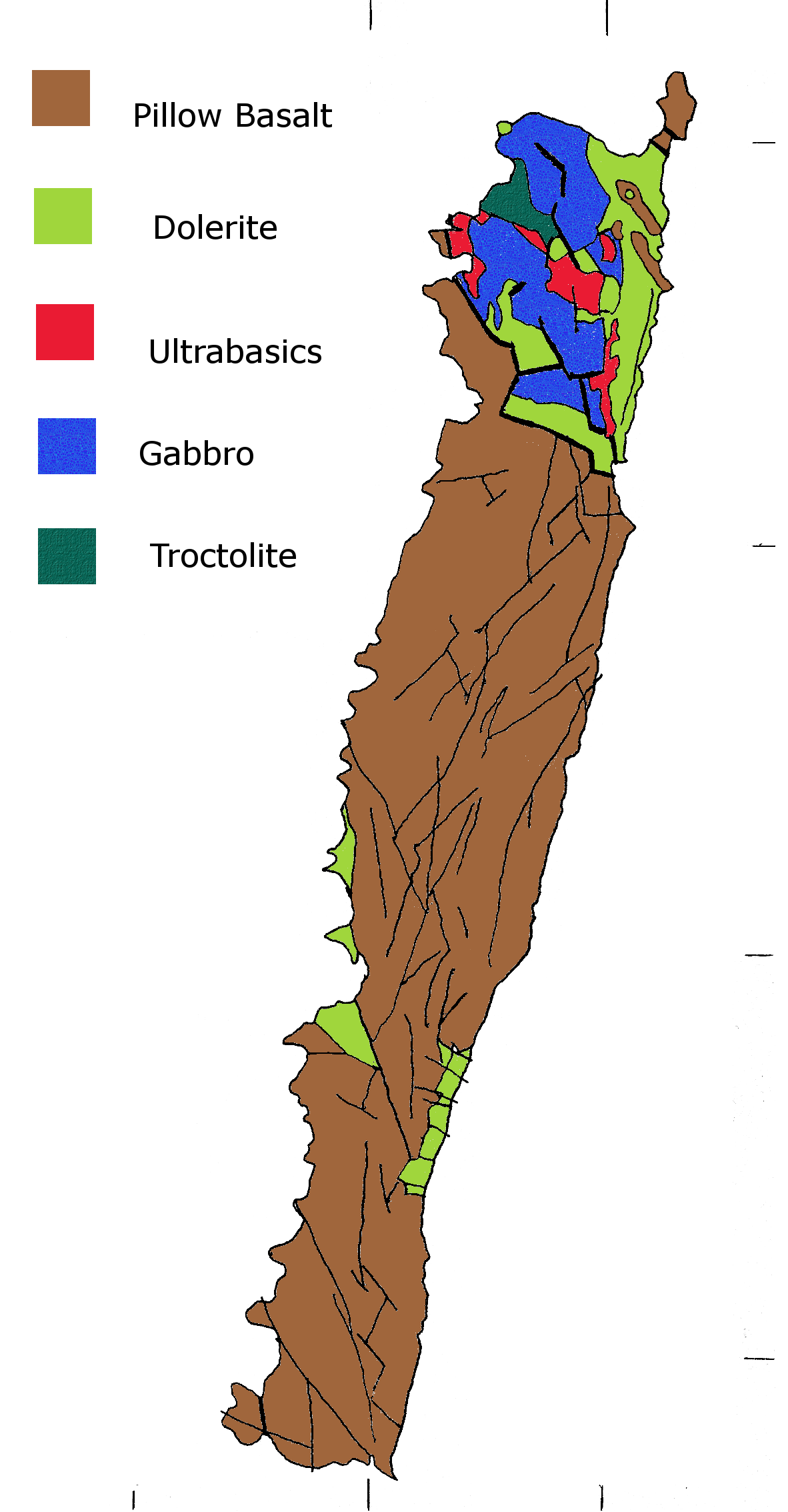
Geologische kaart van het eiland

Macquarie-eiland (Engels: Macquarie Island) is een oceanisch eiland in de Zuidelijke Oceaan, ongeveer 1.500 km ten zuidoosten van Tasmanië op 54° 30' S, 158° 57' E. Sinds 1900 maakt het administratief deel uit van Tasmanië (gemeente Huon Valley Council, Australië), sinds 1978 staat het eiland op de lijst van beschermde gebieden in Tasmanië en sinds 1997 staat het op de Werelderfgoedlijst. Het eiland herbergt de totale populatie van de Schlegels pinguïn (Eudyptes schlegeli). Het behoort ecologisch gezien tot de toendraregio en is onderdeel van de Subantarctis. Het is een plaats waar twee tektonische platen elkaar raken.
Sinds 1948 onderhoudt de Australian Antarctic Division (AAD) een permanente basis (het Macquarie Island Station) op de landengte aan de noordkant van het eiland aan de voet van een heuvel (Wireless Hill). De steeds wisselende bemanning van dit station bestaat uit 20 tot 40 personen en zij vormen de enige menselijke bewoners van het eiland.
Het eiland is een mooi voorbeeld van ecologisch herstel omdat invasieve diersoorten als ratten, konijnen en verwilderde katten met succes zijn verwijderd, zodat de oorspronkelijke inheemse flora en fauna zich konden herstellen.

## Geschiedenis
De Australische Brit Frederick Hasselborough ontdekte bij toeval op 11 juli 1810 het onbewoonde eiland terwijl hij op zoek was naar nieuw gebied voor de zeehondenjacht. Hij claimde Macquarie eiland voor het Verenigd Koninkrijk en het werd toegevoegd aan de (toen nog) kolonie New South Wales. Het eiland is genoemd naar kolonel Lachlan Macquarie, gouverneur van New South Wales van 1810 tot 1821. Er zijn vage aanwijzingen dat het eiland eerder door Polynesiërs is bezocht.
Fabian Gottlieb von Bellingshausen, die het gebied verkende voor Alexander I van Rusland vervaardigde de eerste kaart van Macquarie-eiland. Bellingshausen landde daar op 28 november 1820, bepaalde de geografische positie en verhandelde rum en voedsel aan de zeehondenjagers die er actief waren. Tussen 1810 tot 1919 werden eerst de zeehonden en vervolgens pinguïns tot praktisch het punt van uitsterven bejaagd. De weersomstandigheden op het eiland en de omringende zee werden beschouwd als zeer weerbarstig, zo zelfs dat het idee om het eiland te gebruiken als een strafkolonie werd verworpen.
In 1877 leed de bemanning van de schoener Bencleugh schipbreuk en verbleef daar maandenlang. De reder, John Sen Inches Thomson, schreef daarover in 1912 een boek. In 1890 droeg New South Wales het eiland over aan Tasmanië, die vervolgens het gebied verpachtte aan Joseph Hatch (1837–1928) die er pinguïns ving en de opbrengst aan dierlijk vet exploiteerde. Tussen 1911 en 1914 werd het eiland een basis voor de Australaziatische Antarctische expeditie. Tussen 1911 en 1915 was er ook een weerstation.
In 1933 werd het eiland een natuurreservaat krachtens een wet uit 1928 waarin de bescherming van Tasmaanse zoogdieren en vogels werd geregeld. In 1972 werd het een staatsnatuurreservaat vallend onder de Tasmanian National Parks and Wildlife Act uit 1970.
Op 5 december 1997 werd Macquarie-eiland op de Werelderfgoedlijst geplaatst vooral vanwege zijn unieke geologische eigenschappen. Op 23 december 2004 vond een aardbeving plaats met een kracht van 8,1 op de schaal van Richter (een van de zwaarste aardbevingen die ooit werd gemeten, hoewel iets minder hevig dan de zeebeving van 9,3 op de schaal van Richter die drie dagen later nabij het eiland Sumatra plaatsvond en een enorme tsunami veroorzaakte). Het eiland beefde hevig, maar er was weinig schade. Op 12 april 2008 vond in de buurt van Macquarie-eiland weer een aardbeving plaats van 7,1 op de schaal van Richter.

## Geografie
Macquarie-eiland ligt op de Macquarie Ridge, een transformbreuk tussen twee tektonische platen: de Australische Plaat en de Pacifische plaat. Omdat beide zijden van de breuk naast langs elkaar, ook naar elkaar toe bewegen, is de rug op deze plek boven water komen te liggen. Het is de enige plek in de Stille Oceaan waar het gesteente van de mantel op zeeniveau omhoog beweegt; vooral daarom kwam deze plek op de Werelderfgoedlijst.
Het eiland is ongeveer 34 km lang en 5 km breed, met een oppervlakte van 128 km². In de omgeving van Macquarie Island zijn twee groepjes van kleine eilanden, de Judge and Clerk Islets (54 ° 21′ ZB 159 ° 01′ OL) 14 km naar het noorden met een oppervlakte van 20 hectare; en de Bishop and Clerk Islets (55°03′ ZB 158°46′ OL), 34 km zuidelijk, met een oppervlakte van 60 hectare.
Het eiland bestaat uit twee plateaus van ongeveer 490 tot 660 meter hoogte, die verbonden worden door een smalle landengte. De hoogste punten zijn Mount Elder (385 m) op het noordoostelijke deel en Mounts Hamilton en Fletcher (410 m) op het zuidelijke deel van het eiland.
De Bishop and Clerk Islets markeren het zuidelijkste punt van Australië. In de 19e eeuw (1821) werd verondersteld dat er een spookeiland met de naam "Emerald" ten zuiden van Macquarie-eiland ligt.

## Klimaat
Het klimaat op het eiland wordt enigszins gematigd door het omringende zeewater, waardoor alle maanden een gemiddelde temperatuur boven het vriespunt hebben. Echter, sneeuwval is zeer gewoon tussen juni en oktober en kan zelfs optreden in de zuidelijke zomer. De gemiddelde maximumtemperatuur varieert tussen 4,9 °C in juli tot 8,8 °C in januari. De regenval is gelijkelijk over de maanden verspreid en bedraagt 967,9 mm per jaar. Macquarie-eiland is een van de meest sombere plaatsen op aarde met een gemiddelde van 856 uur zon per jaar, vergelijkbaar met Tórshavn op de Faeröer op het Noordelijk halfrond.

## Flora, fauna en ecologie

### De flora

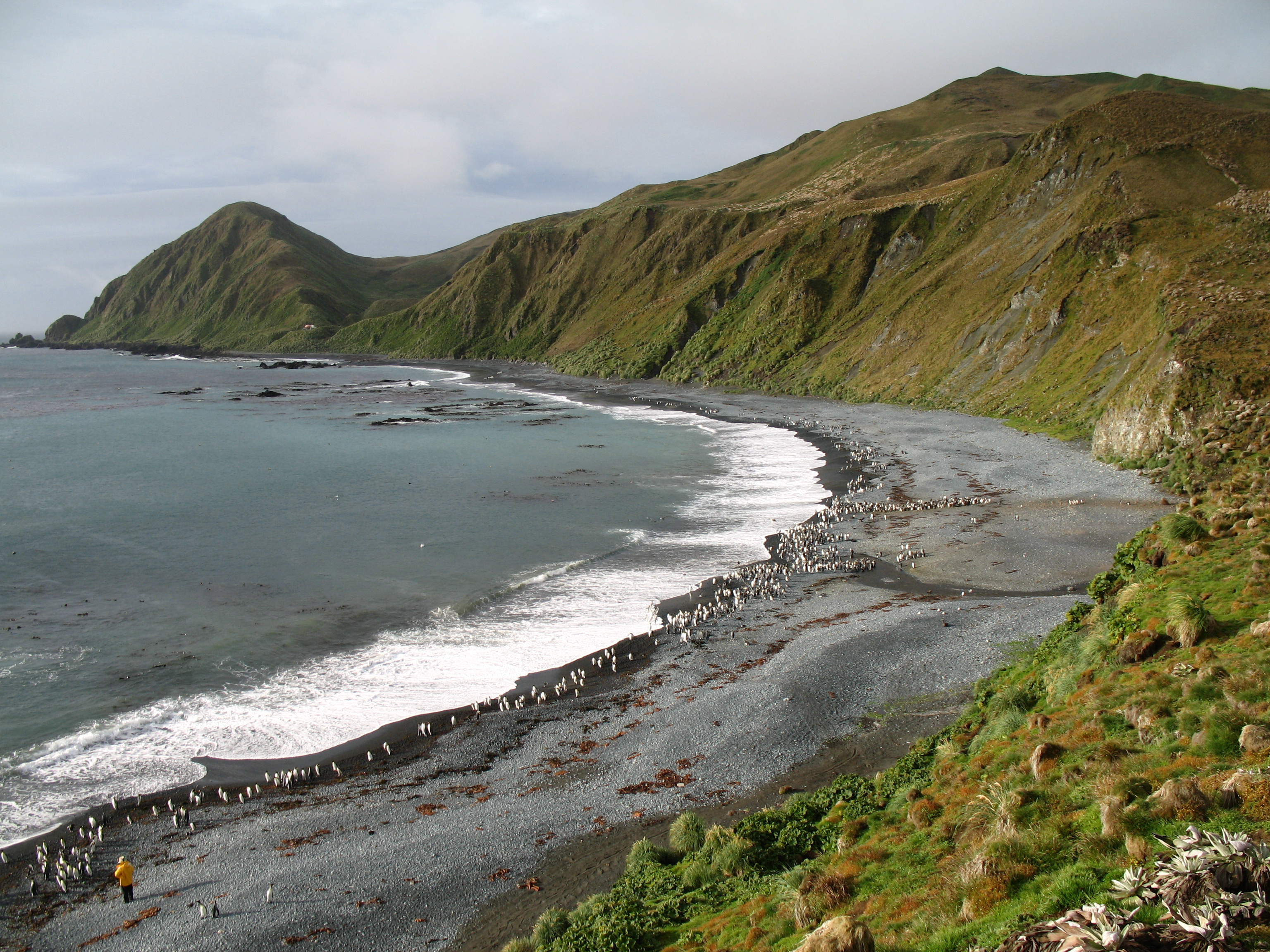
Het strand
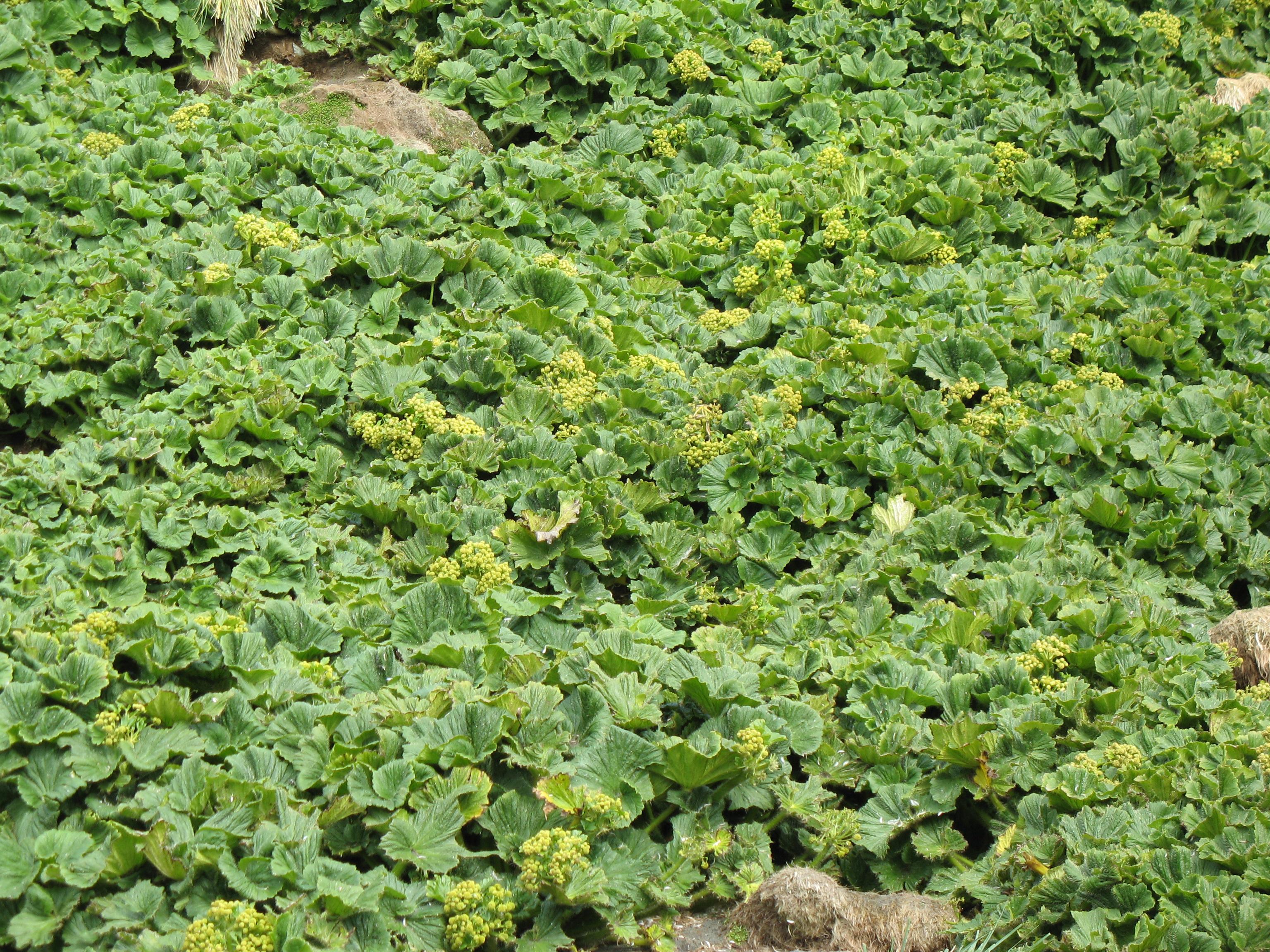
Vegetatie vlak achter het strand.
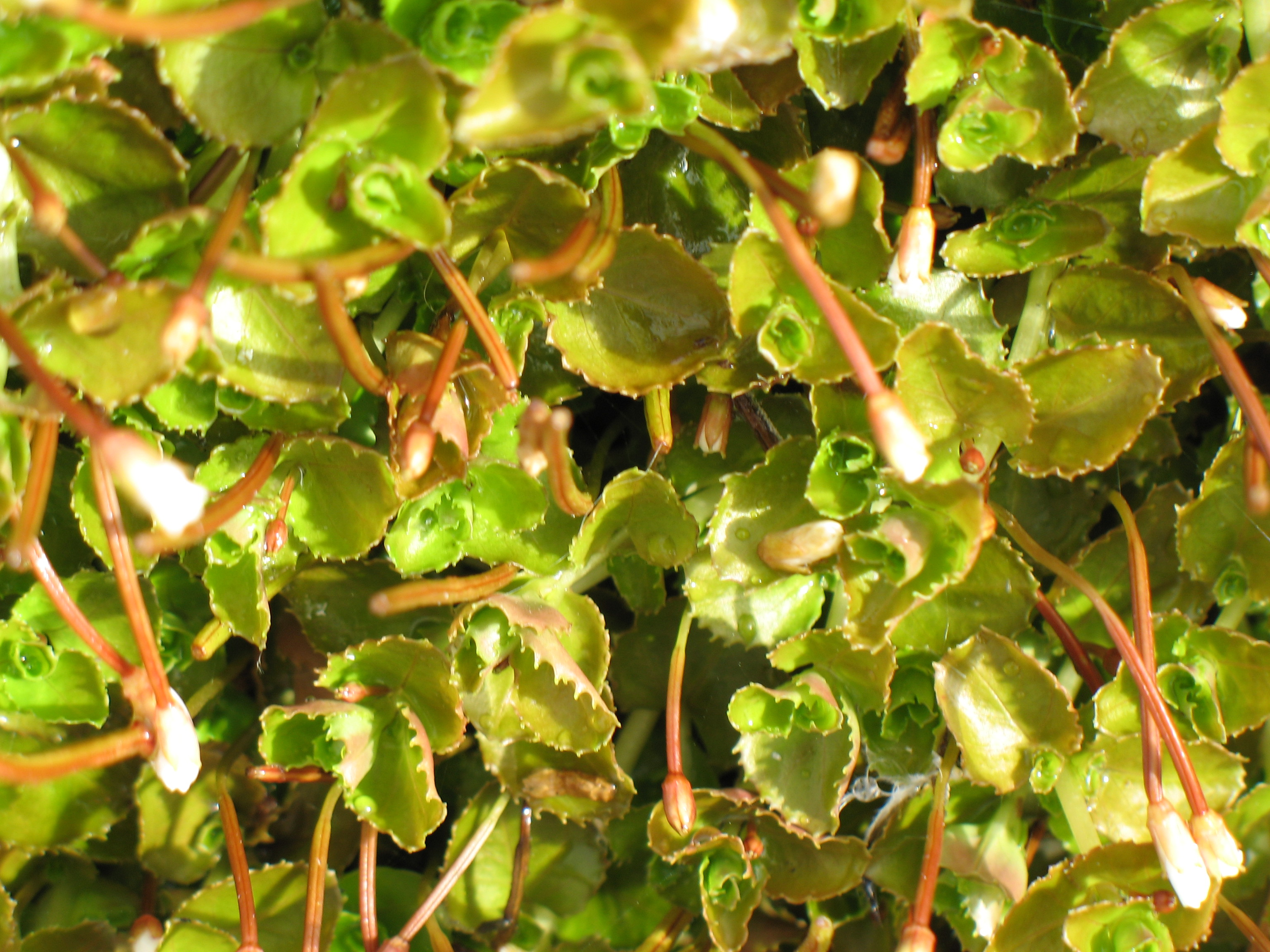
Macquarie-eiland vegetatie

De flora heeft qua soortensamenstelling verwantschap met andere Sub-Antarctische eilanden, vooral de eilanden ten zuiden van Nieuw-Zeeland. De planten worden zelden meer dan 1 m hoog, hoewel het gras Poa foliosa grote pollen (tussocks) vormt die op beschutte plaatsen twee meter hoog kunnen worden. Er zijn meer dan 45 soorten vaatplanten en meer dan 90 soorten bladmossen, levermossen en korstmossen. Houtige gewassen zijn afwezig.
Het eiland heeft vijf belangrijke vegetatietypen: natuurlijk grasland, kruidachtige vegetatie (herbfield), laagveenmoeras, hoogveenmoeras (zuur drasland) en alpine toendra (feldmark). Het hoogveenmoeras bestaat uit grassen en kruiden die groeien in sponsachtig, drassig hoogveen, afgewisseld door onbegroeide waterplassen. De endemische flora omvat de kussens vormende schermbloem Azorella macquariensis, de kweldergrassoort Puccinellia macquariensis en bovendien twee orchideeën: Nematoceras dienemum en N. sulcatum.

### De fauna

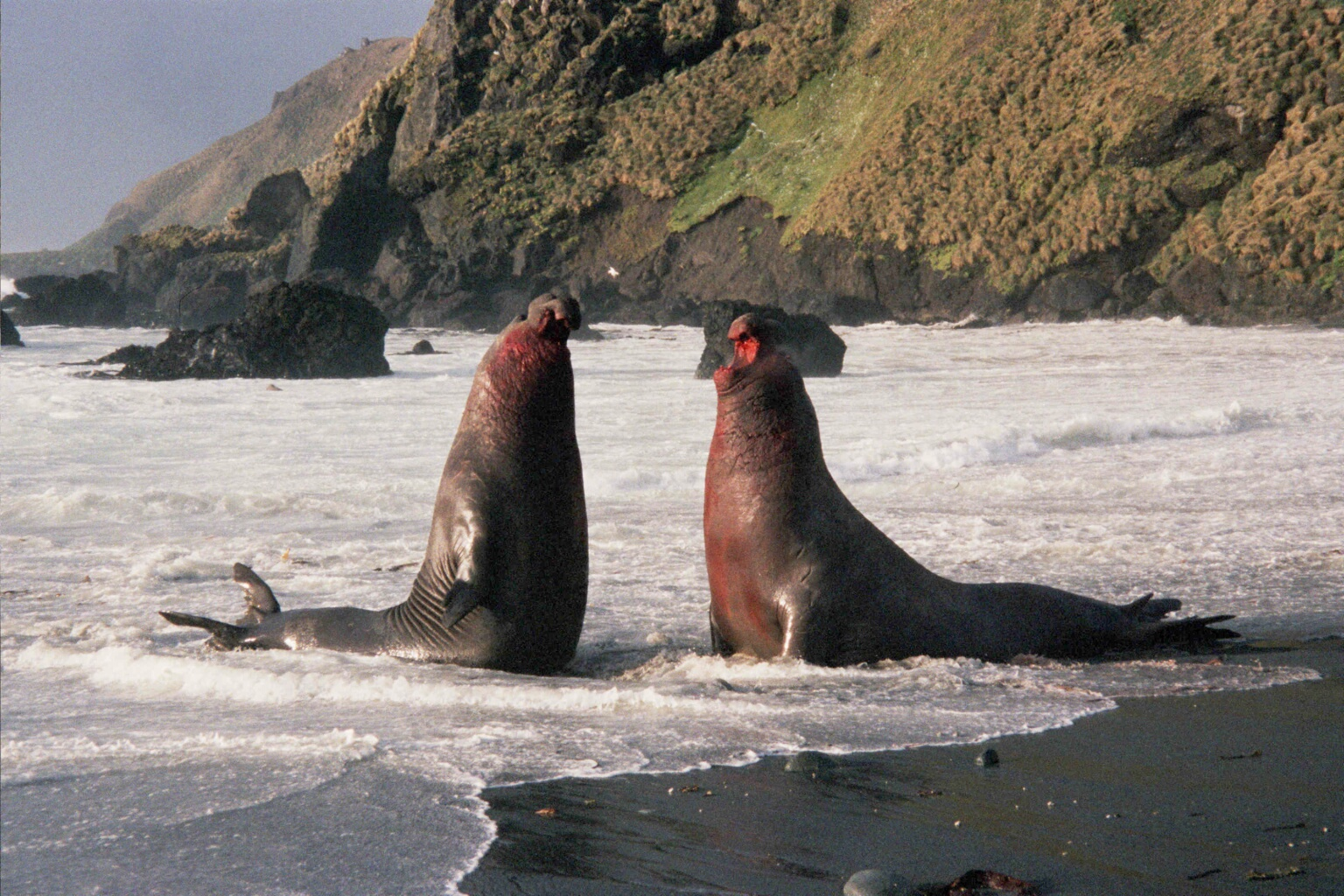
Zuidelijke zeeolifanten in gevecht
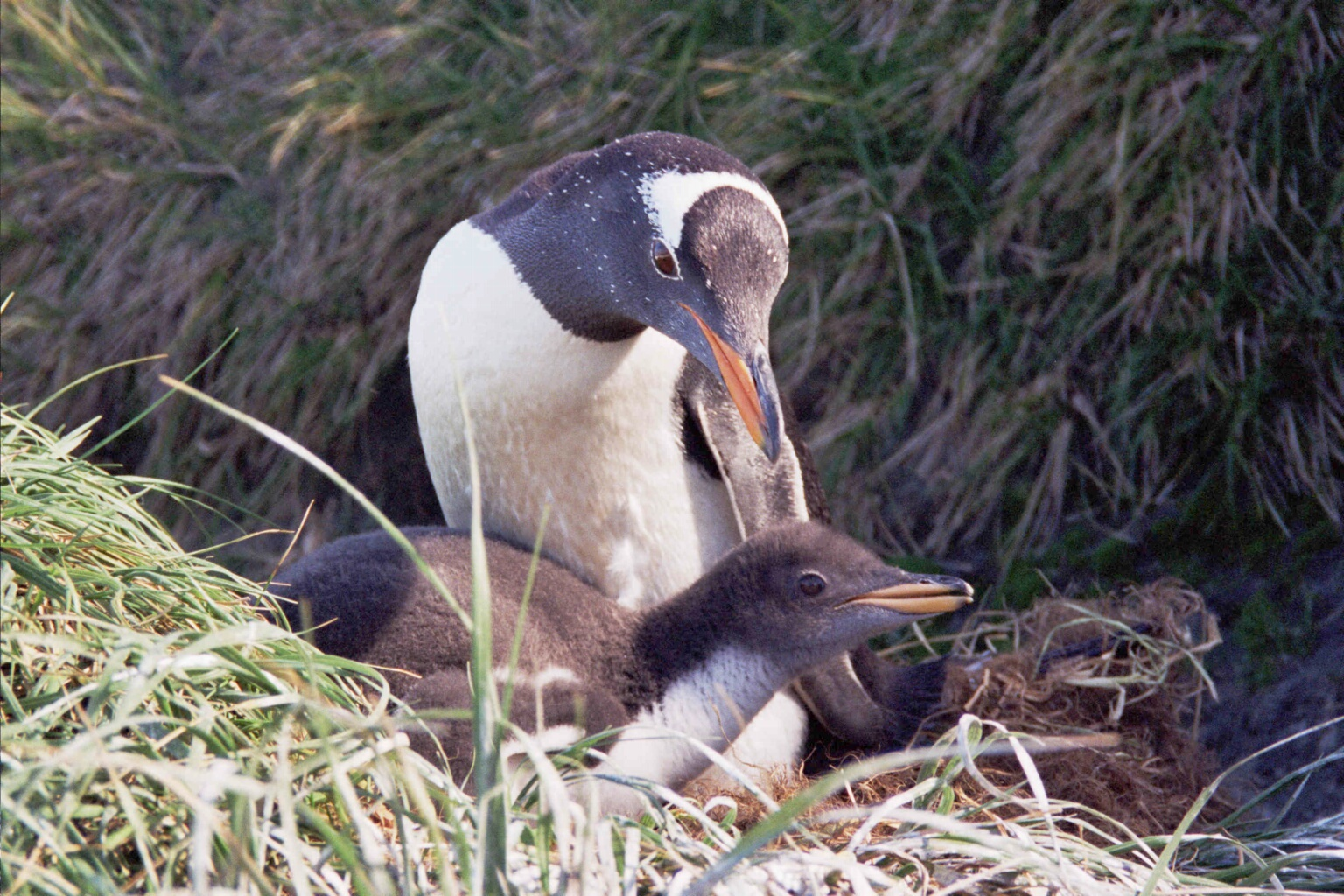
Ezelspinguïn
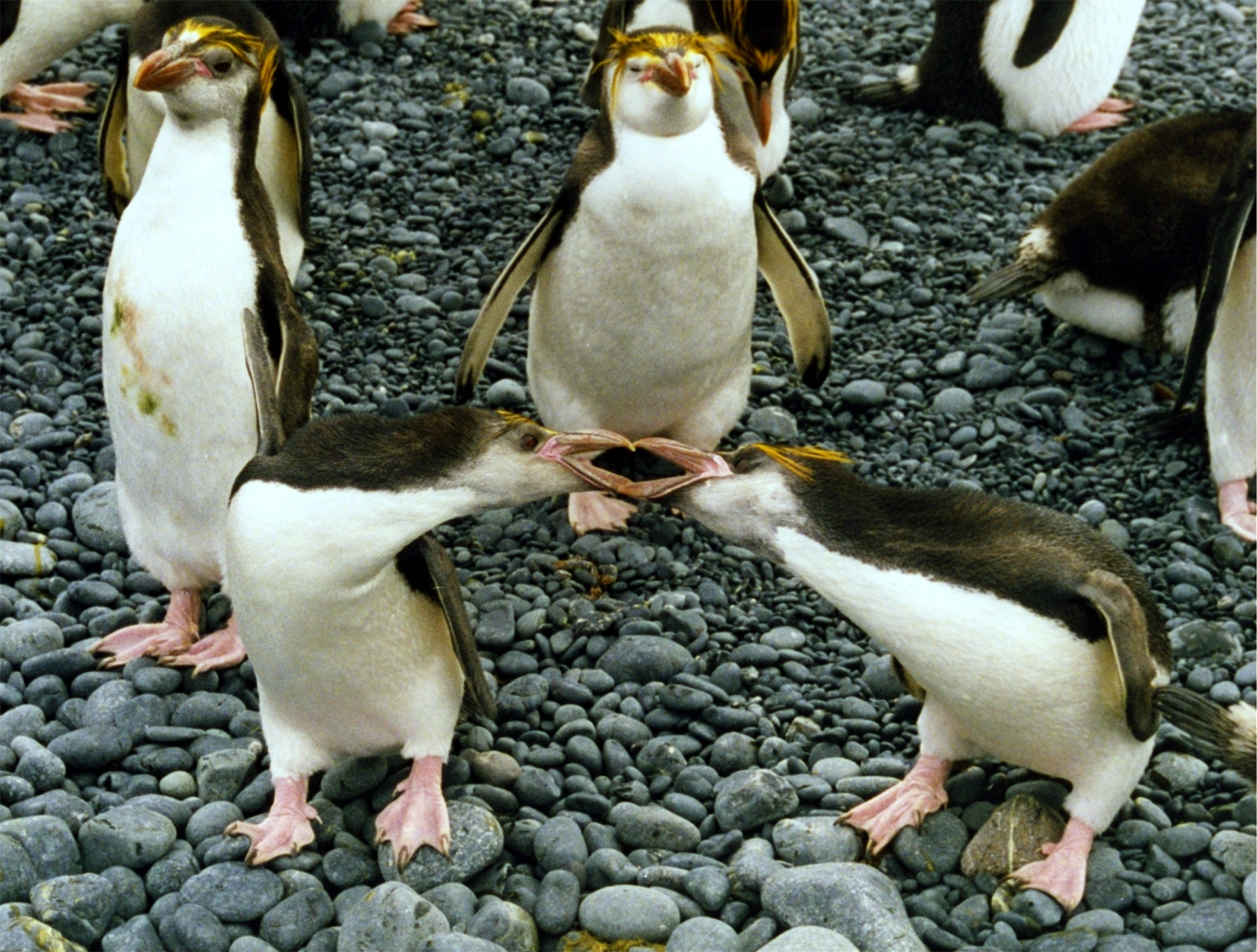
Ruzie makende Schlegels pinguïns
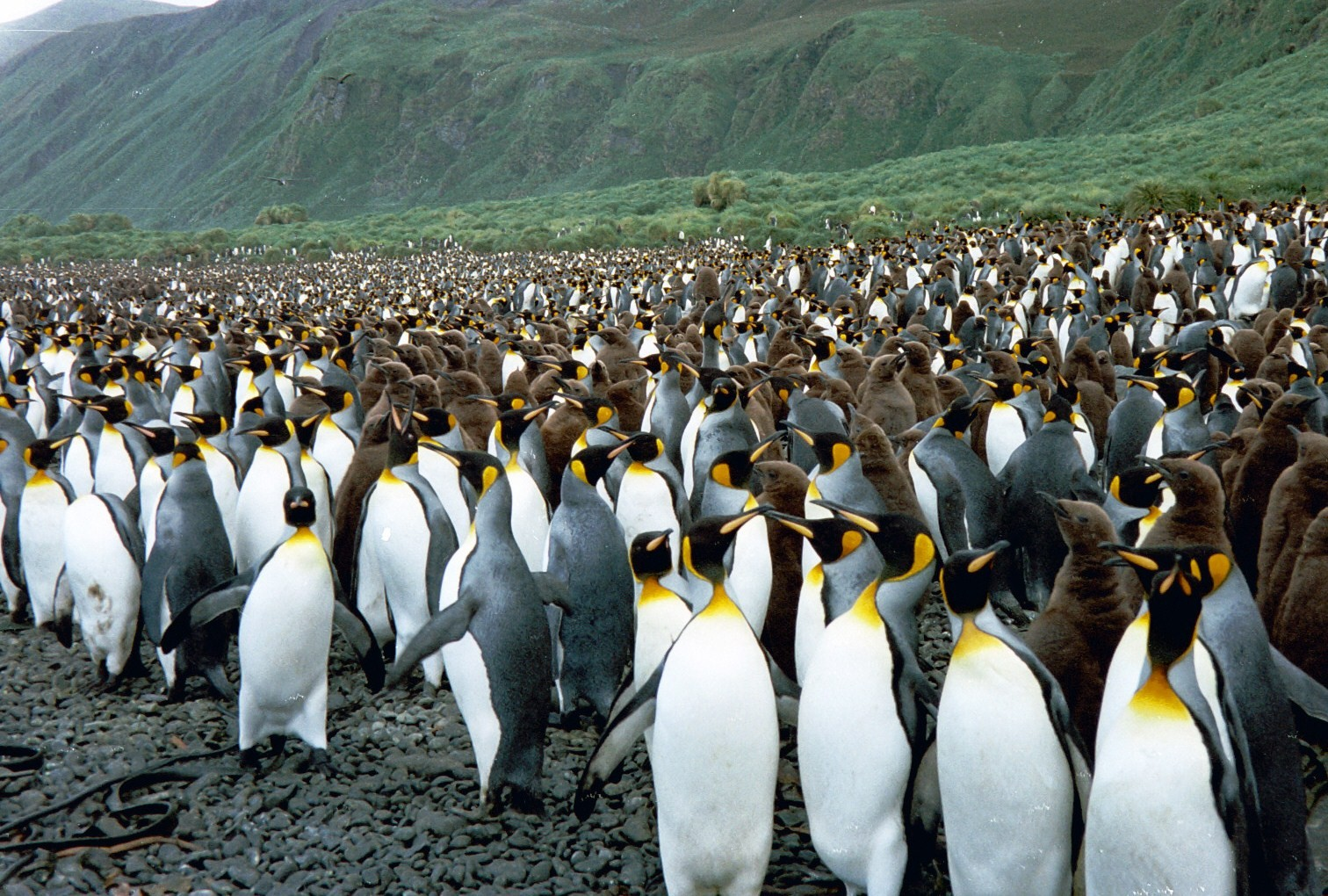
Koningspinguïns bij Lusitania Bay
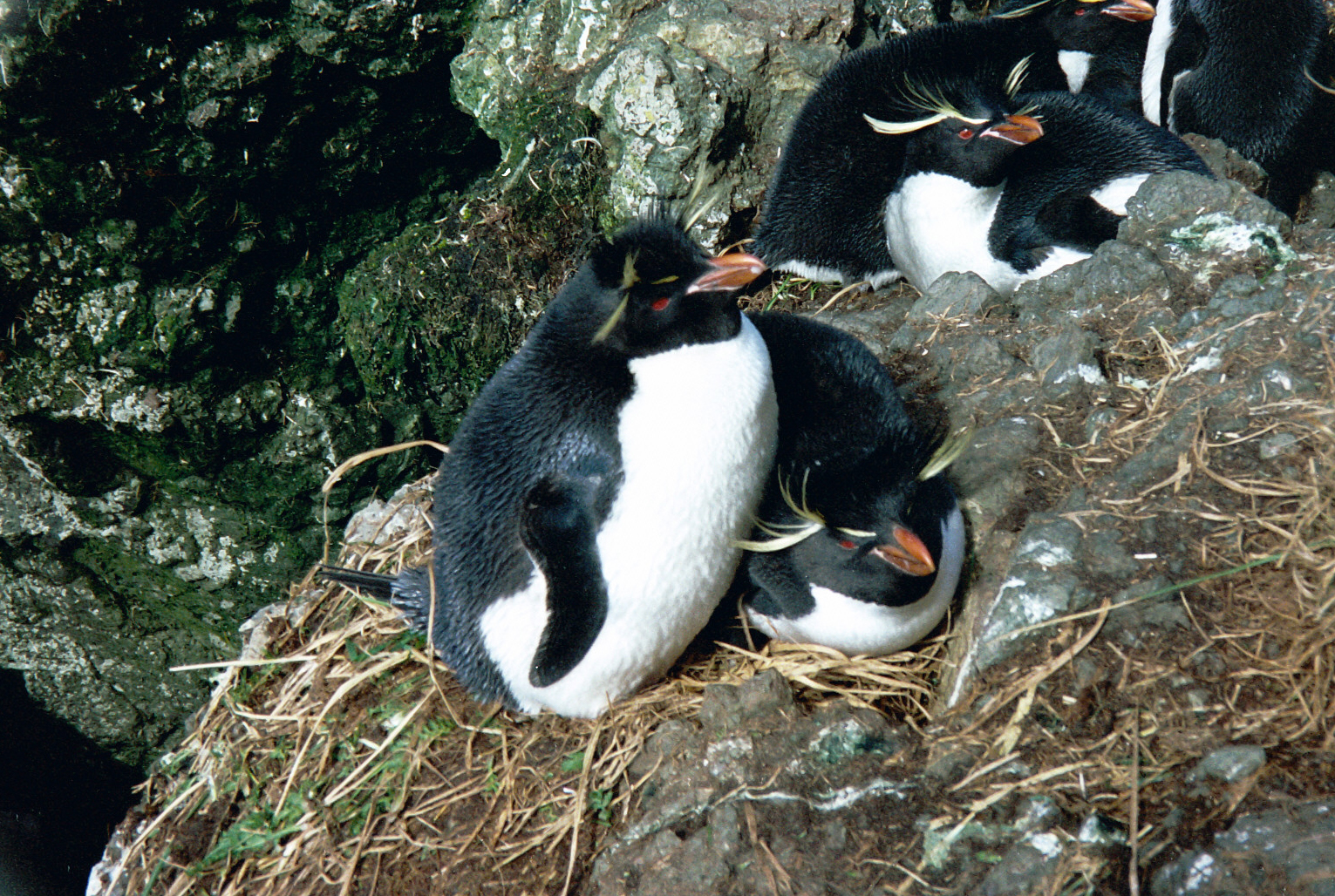
Zuidelijke rotspinguïns

De zoogdierfauna van het eiland omvat: subantarctische zeebeer (Arctocephalus tropicalis), kerguelenzeebeer (A. gazella) en zuidelijke zeeolifant (Mirounga leonina van deze soort meer dan 80.000 exemplaren). Er zijn twee endemische vogelsoorten: Schlegels pinguïn (Eudyptes schlegeli) en de macquarieaalscholver (Leucocarbo purpurascens, synoniem: Phalacrocorax purpurascens). De endemische papegaaiensoort Cyanoramphus erythrotis is er uitgestorven. Verder broeden op het eiland nog drie soorten pinguïns in grote aantallen: de koningspinguïn (Aptenodytes patagonicus), de zuidelijke rotspinguïn (of rotsspringer, Eudyptes chrysocome) en de ezelspinguïn (Pygoscelis papua). Het eiland is door BirdLife International aangemerkt als belangrijk vogelgebied (Important Bird Area of IBA) omdat de habitat vormt van ongeveer 3,5 miljoen zeevogels van 13 verschillende soorten.

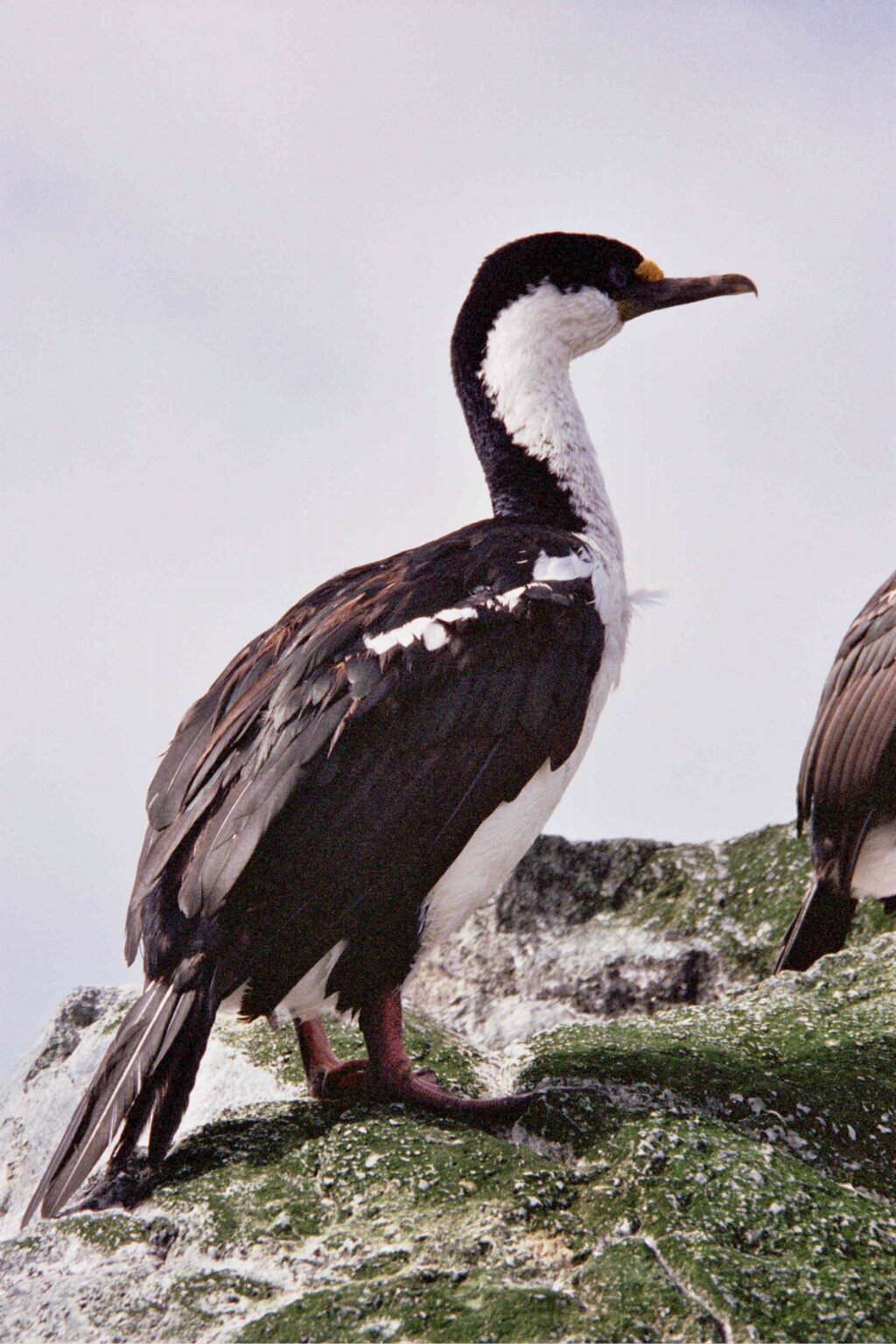
Macquarieaalscholver
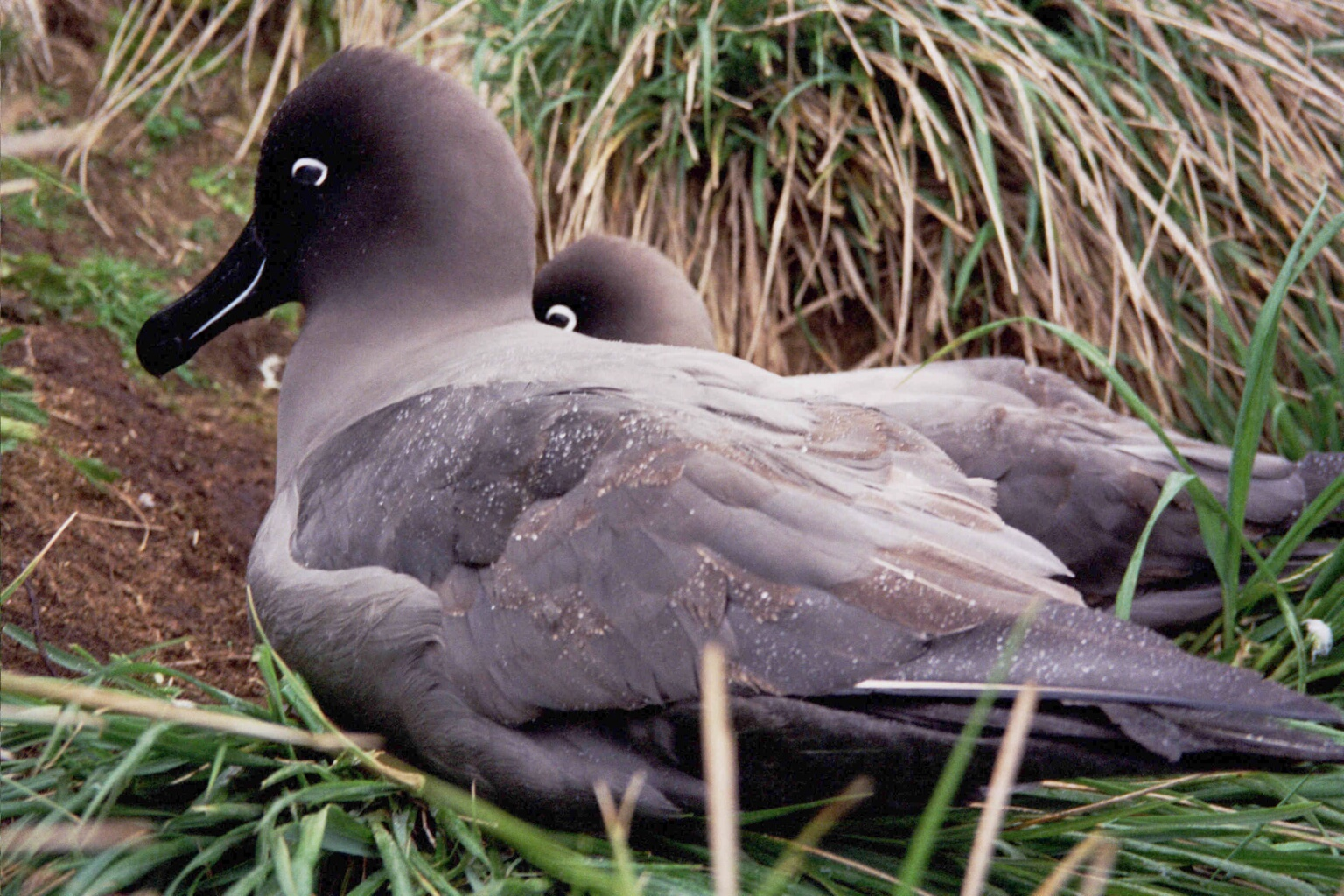
Zwarte albatros
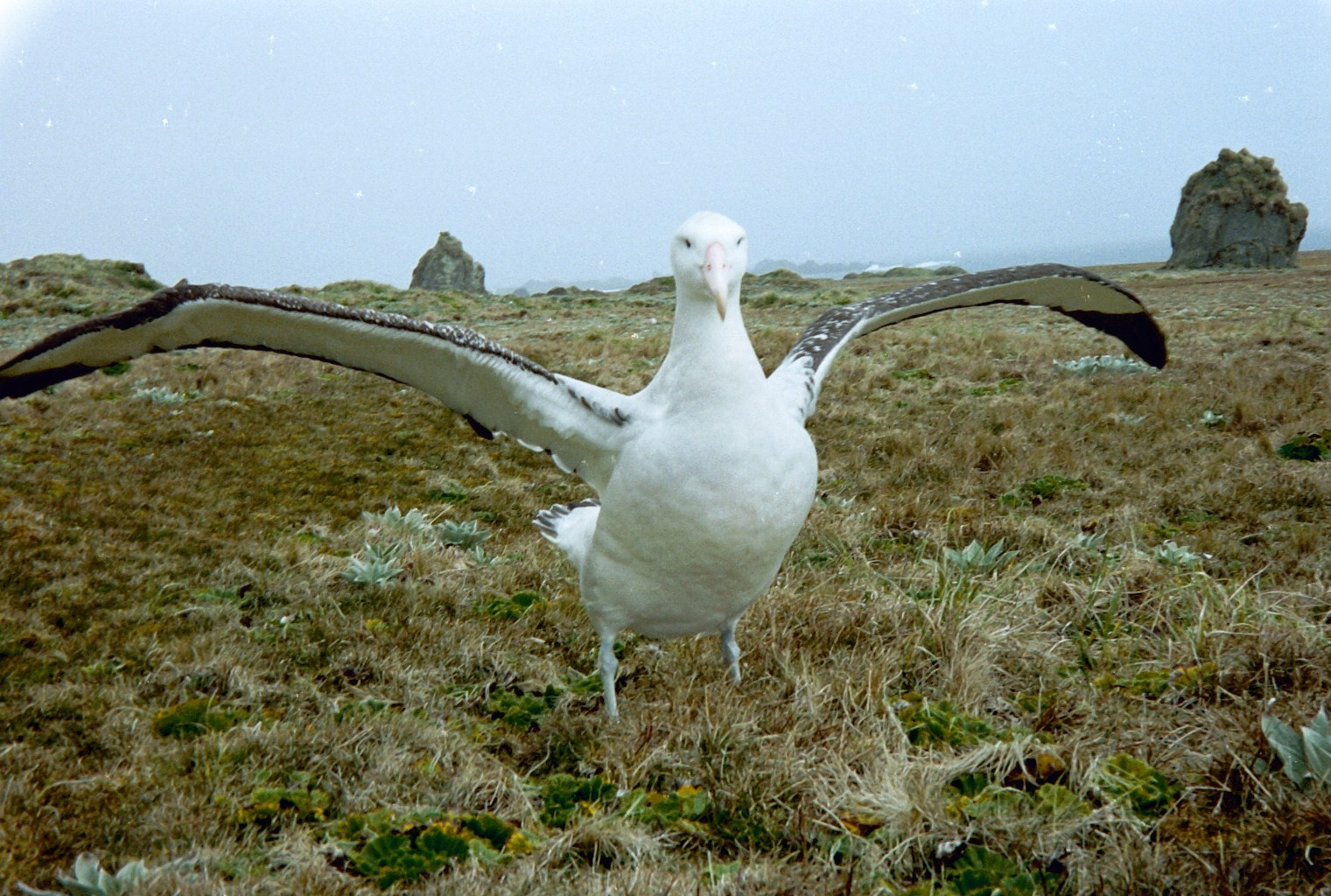
Grote albatros
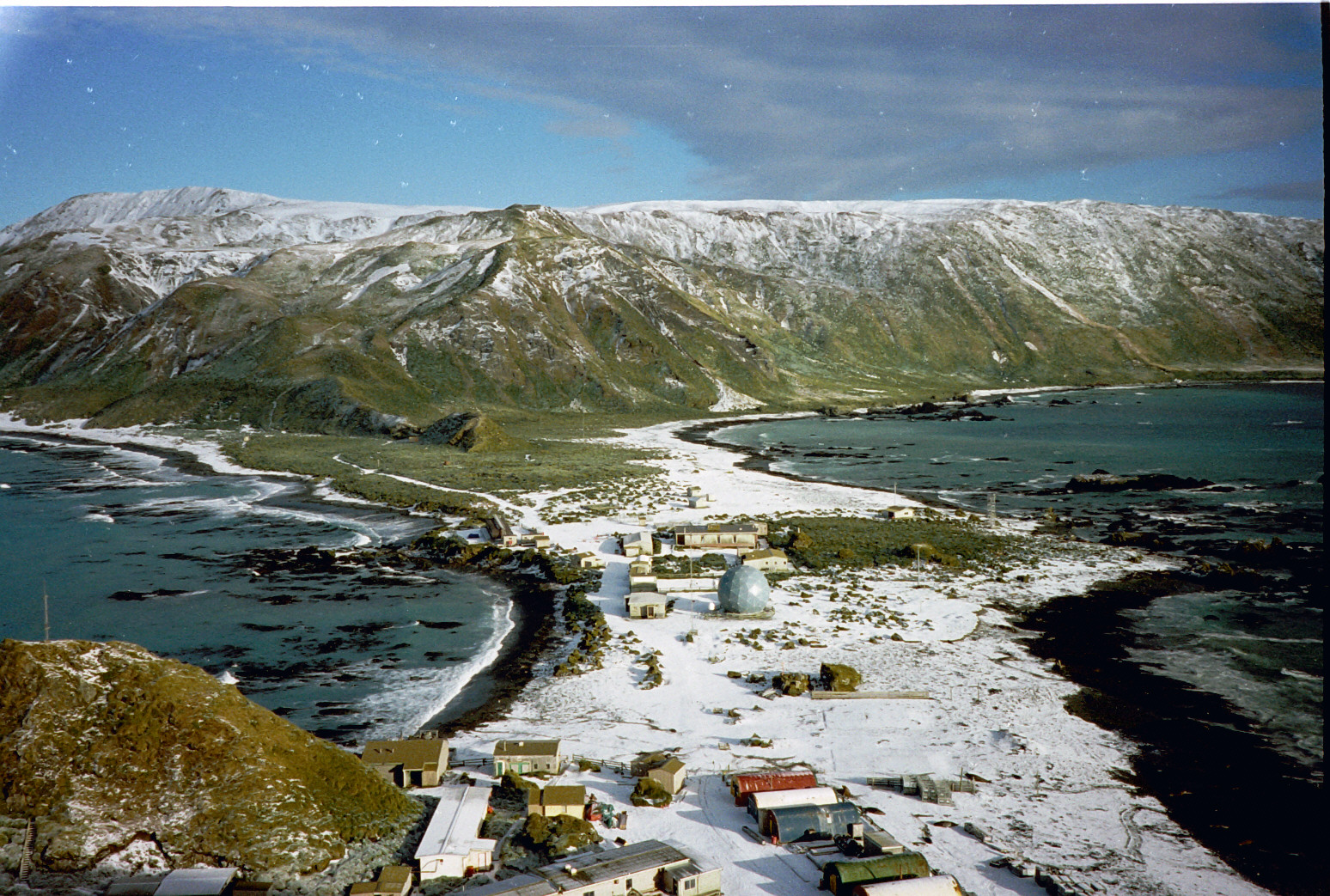
Onderzoekstation op Macquarie-eiland

### Ecologie en ecologisch herstel
Kort na het begin van de bezoeken door Europeanen in 1810 werd het eiland ecologisch beïnvloed. De zeeberen, -olifanten en pinguïns werden bejaagd en gedood om hun bont en het dierlijk vet. Er kwamen ratten en muizen die per ongeluk werden ingevoerd van de schepen. Omdat predatoren op deze knaagdieren ontbraken konden zij zich uitbreiden. Vervolgens werden opzettelijk (huis)katten ingevoerd om te voorkomen dat de knaagdieren zich te goed zouden doen aan voedselvoorraden die voor de mensen waren bedoeld. Rond 1870 voerden zeehondenjagers konijnen in als jachtobject en voor menselijke consumptie. In de jaren 1970 was het aantal toegenomen tot 130.000 exemplaren en zij veroorzaakten een enorme schade aan de vegetatie.
De verwilderde huiskatten op het eiland hadden een verwoestend effect op de inheems zeevogelpopulaties; naar schatting doodden zij jaarlijks 60.000 vogels. Vanaf 1985 werden pogingen ondernomen om de verwilderde katten te verwijderen. In juni 2000 werden de laatste van de bijna 2500 katten geruimd om de zeevogels te redden. De zeevogelpopulatie reageerde snel en herstelde. Echter, de ratten en de konijnen bleven over het hele eiland verspreid schade aan het ecosysteem veroorzaken. De aantallen konijnen namen snel weer toe nadat in de jaren 1980 myxomatose op het eiland was ingevoerd. Na de introductie van het Myxomavirus waren er nog maar 10.000 over, in 2006 waren het er tien keer zo veel. De ratten en andere knaagdieren vraten de kuikens van de zeevogels en de konijnen knabbelden aan de grasmat waardoor bodemerosie ontstond. Dit had volgens de Tasmaanse overheidsdienst die het eiland beheerde tot gevolg dat er onder invloed van zware regenval aardverschuivingen optraden en steilranden en kliffen instortten. Hierdoor verdwenen nestplaatsen van zeevogels. In september 2006 werd door een modderstroom in Lusitania Bay, aan de oostkant van het eiland, een gedeelte van een grote pinguïnkolonie vernietigd.
De invloed van het verwijderen van de katten op de populatie konijnen en de ecologische schade door konijnen leidde tot discussie in een Brits blad voor toegepaste ecologie. Hoe dan ook, in juni 2007 besloot het Australische federale milieuministerie dat ze samen met de Tasmaanse overheid een project financieel zou steunen dat de uitroeiing van alle invasieve knaagdieren beoogde met het doel de geologische en ecologische waarden van dit werelderfgoed te beschermen.
Het plan kostte naar schatting $ 24 miljoen Australische dollar en was gebaseerd op de ervaring met een vergelijkbaar project op Campbelleiland (Nieuw-Zeeland). De konijnen werden gelokt en gedood met giftig aas en daarna werd met behulp van speciaal hiervoor getrainde honden jacht op de konijnen gemaakt. Het programma werd tijdelijk stopgezet toen bleek dat hoger dan verwachte aantallen kelpmeeuwen het slachtoffer werden. Ook zuidelijke reuzenstormvogels, zuidpooljagers en wenkbrauweenden werden per ongeluk gedood. In november 2011 werden de laatste konijnen gevangen en in 2012 waren de konijnen bijna uitgeroeid. Op 8 april 2014 werd Macquarie-eiland officieel vrij van exotische dieren verklaard. Daarmee was dit het grootste ecologisch herstelproject dat ooit met succes is afgesloten.
- Gemeinsame Normdatei: 4099972-5
- Système universitaire de documentation: 05950501X
- Virtual International Authority File: 315526928

Groot Barrièrerif · Nationaal park Kakadu · Willandramerengebied · Tasmaanse wildernis · Lord Howe-archipel · Gondwanaregenwouden van Australië · Nationaal park Uluṟu–Kata Tjuṯa · Tropisch regenwoud van Queensland · Shark Bay · K'gari (Fraser Island) · Riversleigh/Naracoorte · Heard en McDonaldeilanden · Macquarie-eiland · Greater Blue Mountainsgebied · Nationaal park Purnululu · Royal Exhibition Building en Carlton Gardens · Sydney Opera House · Australische dwangarbeiderskolonies · Ningaloo-kust · Budj Bim-cultuurlandschap